# Convención de Gastein
La Convención de Gastein fue un tratado firmado en Bad Gastein el 14 de agosto de 1865 entre las dos principales potencias de la Confederación Germánica: Prusia y Austria. En él se fijaban acuerdos acerca del gobierno sobre las provincias de Schleswig y Holstein, que habían sido arrebatadas a Dinamarca un año antes en la Guerra de los Ducados.
Sin embargo, este tratado se iría al traste en poco tiempo, alrededor de un año, a raíz de la Guerra de las Siete Semanas. De hecho, el canciller prusiano Otto von Bismarck llevaba tiempo buscando un conflicto que iniciase la guerra con Austria, y aquí tuvo la oportunidad que deseaba.